# マスク溶着
マスク溶着は、樹脂レーザー溶着技術の一種である

## 概要
樹脂部材のレーザー溶着は近年ヨーロッパを中心に急拡大しているが、ロボットにレーザーヘッドを抱かせ溶着部位をなぞるように走査させる軌跡溶着が基本となっている。軌跡溶着はサイクルタイムが長いというデメリットがあり、またレーザービームの幅の影響を受け、極めて精度が高いマイクロウエルディング・微細溶着では不利になることがある。
マスク溶着とは、特定の幅を同時に照射できるラインビーム（ラインビームを一方向へ走査し面を構成する）、あるいは任意の領域（面）に同時に照射できるレーザービームの一部を遮光し、限定された溶着部位にのみレーザービームを照射する技術である。ライスター社が開発し特許を持つこの技術は、小型電子部品や医療部材など高い精度で微細溶着が求められる溶着に利用されている。